# José de Mendonça Clark
José de Mendonça Clark, ou apenas Mendonça Clark, (Rio de Janeiro, 24 de agosto de 1916 – Rio de Janeiro, 12 de abril de 1963) foi um comerciante, empresário e político brasileiro, outrora senador pelo Piauí.

## Biografia
Filho de Oscar Castelo Branco Clark e Lúcia de Mendonça Clark, neto de James Clark, bisneto de Antônio Borges Leal Castelo Branco. Residiu na cidade do Rio de Janeiro até mudar-se para Parnaíba onde atuou como comerciante e empresário, neste último caso dirigindo o grupo James Frederick Clark. Presidente da Associação Comercial de Parnaíba e da Companhia de Luz e Força na respectiva cidade, anos depois foi vice-presidente da Associação Brasileira de Exportadores e membro do Conselho de Cooperação da Confederação Nacional do Comércio.
Sua estreia política aconteceu no PSD ao eleger-se suplente do senador Leônidas Melo em 1954. Por conta de licenças solicitadas pelo titular, foi senador por cerca de quatro anos em razão das convocações periódicas para o exercício do mandato. Nesse interregno diplomou-se pela Escola Superior de Guerra e perdeu a eleição para senador em 1958. No fim de sua vida parlamentar estava filiado ao PR, sendo escolhido líder da bancada.
Autor de livros sobre a dinâmica econômica do Piauí, é sobrinho do embaixador Frederico Clark. Foi sepultado no Cemitério de São João Batista, na capital fluminense.